# Мукусев, Владимир Викторович
Влади́мир Ви́кторович Муку́сев (род. 17 мая 1951, Ленинград) — советский и российский журналист, политолог, теле- и радиоведущий, продюсер, сценарист.
Родился в Ленинграде 17 мая 1951 года.
С 1987 по 1990 год — ведущий и выпускающий редактор информационно-развлекательной программы «Взгляд», про которую говорил, что она «была сильна в первую очередь не журналистами, а гостями». Академик Евразийской Академии Телевидения и Радио, автор и ведущий ряда телевизионных проектов, в том числе и региональных.
В 2016 году — кандидат в депутаты Государственной Думы от партии «Яблоко». По его утверждению, находится в «чёрных списках» современного российского ТВ.

## Образование
- Профессионального журналистского образования не имел и не имеет, о чём рассказывает в своих интервью[11].
- В 1973 году окончил Ленинградский электротехнический институт связи имени Бонч-Бруевича по специальности «инженер-конструктор радиоаппаратуры».
- В 1982 году окончил режиссёрский факультет Ленинградского государственного института культуры имени Крупской.
- В 1995 году окончил Дипломатическую академию МИД России;
- В 1996 году окончил аспирантуру Дипломатической академии МИД России, защитил кандидатскую диссертацию по политологии на тему «Влияние электронных СМИ на результаты выборов в высшие органы власти в США и России»[12].

## Карьера

### Телевидение
- На телевидении оказался с подачи супругов Владимира и Тамары Максимовых (режиссёра и ведущей популярной программы «Музыкальный ринг»), которые привлекли Владимира Мукусева для работы в своей передаче «Янтарный ключ»[13].
- С 1970 года — автор и ведущий ряда телепрограмм Ленинградского ТВ.
- В 1978 году лауреат Всесоюзного телеконкурса «Салют, фестиваль!» (ЦТ, Москва).

#### Молодёжная редакция Центрального телевидения Гостелерадио СССР (1978—1991)
- С 1978 года — редактор, корреспондент, комментатор, главный выпускающий Главной редакции программ для молодёжи Центрального телевидения Гостелерадио СССР[3][14][15]. Студент журфака МГУ и его будущий коллега Владислав Листьев писал тогда о работе журналиста Мукусева диплом и выбрал его себе в качестве наставника[16].
- Был журналистом главной редакции программ для молодёжи Центрального телевидения Гостелерадио СССР. Работал в т. н. «горячих точках»: Афганистане (1986), Нагорном Карабахе (1987), Северной Осетии, Ингушетии, Чечне, Югославии[7]. Участвовал в организации знаменитых телемостов «СССР — США» и подготовке передач «Мир и молодёжь», «12-й этаж», «Донахью в Москве»[3][17], с тех пор скептически относится к ведущему Владимиру Познеру[18].
- С 1987 по 1990 годы — главный выпускающий (по должности) и самый старший (по возрасту) ведущий программы «Взгляд»[19][20][21][22]:

Передачи Мукусева были суше и профессионально (это приходит с опытом работы в условиях цензуры) сдержаннее. А как профессионал он был несомненно сильнее «троицы», он всегда уверенно чувствовал себя в любой ситуации. Мог задать неожиданный острый вопрос, нестандартно повернуть программу. Кредо Владимира Мукусева: «Передача должна начинаться и заканчиваться одной темой, строиться вокруг одного стержня. Только тогда „Взгляд“ достигнет цели»
- Владимир Мукусев слыл автором сенсационных сюжетов, которые обсуждались во Всесоюзном масштабе[23]. Спустя много лет признавался, что «грустит», вспоминая этот период своей биографии[24]. Некоторые эксперты отмечают, что ведущие «Взгляда» «страдали некоторым советским догматизмом»[25].
- Сам Владимир Мукусев отмечал в одном из интервью[26]:

„Взгляд“ — это не только сюжеты. Он влиял на принятие властью серьёзнейших политических решений. Например, был предъявлен народу первый легальный советский миллионер — Артём Тарасов и партбилет его заместителя по кооперативу. Чёрным по белому там было написано: партвзносы за месяц 90 тысяч рублей. Это при средней зарплате в стране немногим более 200 рублей. Грандиозный скандал привёл к принятию принципиально нового закона о кооперации, создавшего правовую базу для перехода страны к многоукладной экономике и к реальному рынку.
- После работы во «Взгляде» (в 1991 году) Владимир Мукусев некоторое время работал генеральным директором Союза эфирного и кабельного телевидения СССР.
- В 1993 году тогдашний председатель парламентского комитета по СМИ Михаил Полторанин намеревался поручить Владимиру Мукусеву руководство Российской Государственной Телерадиокомпанией «Останкино», но его намерение не было реализовано[16].

#### Региональное ТВ (1991—2005)
- С 1991 по 1992 год возглавлял в качестве президента Ассоциацию независимых телекомпаний Сибири и Дальнего Востока. Создал на Новосибирском ТВ программу «Взгляд из Новосибирска». Основал три десятка региональных телекомпаний[27].
- С 1994 года — ведущий телевидения Нижнего Новгорода, где выпускал авторскую программу «Взгляд из Нижнего»[3].
- В 1995 году, после убийства Листьева Владимира Мукусева пригласил возглавивший компанию Александр Любимов. Мукусев полагал, что Любимов отдаст положенную Мукусеву долю в капитале компании. Но, по словам Владимира, экс-коллега Любимов предложил ему всего лишь делать сюжеты для его «Взгляда», что Мукусева не устроило[16].
- С 2004 года — ведущий новоуральского телевидения (канал «Наш дом»)[28].

#### Канал REN-TV (1997)
С января по апрель 1997 года — автор и ведущий еженедельной программы «Объясните простому человеку» на телеканале REN-TV. Его публицистический цикл, по мнению экспертов, был «острым даже для второй половины 1990-х».
ТВ-мэтр получил полный карт-бланш руководства, но вновь серьёзно повздорил с властью, о чём рассказал позднее в одном из своих интервью:

Студенты спросили: «А почему в Москве так много Церетели»? И я попытался в этом разобраться. Первый, кому позвонил, был Церетели, второй — Лужков. Потом в течение долгого времени пытался устроить встречу с ними студентов МАРХИ. Я сделал передачу, где один из героев… предположил, что это происходит из-за того, что Церетели и Лужков имеют… совместный материальный интерес. Передачу посмотрел Лужков, вызвал Лесневскую на ковёр… по всей видимости, поставил условие: если хотите в дальнейшем получать от мэрии поддержку, то избавьтесь от Мукусева.

Ирена Лесневская утверждала, что уволила ведущего за нарушение журналистской этики: «он запросил деньги с производителей водки, о которых собирался делать передачу». Журналист Владимир Мукусев в ответ заметил:

Я люблю деньги и с удовольствием халтурю, если есть такая возможность. Но… Даже самые страшные мои враги не позволяют себе говорить о деньгах, якобы берущихся за сюжеты… Возможно, Лесневская просто хотела скандала, ведь она не уставала повторять: «Мне нужны скандалы, мы только этим можем вырваться вперёд». В таком случае она своего добилась: я подаю на неё в суд.

#### ТВЦ (1999—2000)
- В 1999 году журналиста пригласили на столичное ТВ[7]. О работе на ТВ-Центре вспоминал сам Владимир Викторович, который, по его словам, к тому времени «уже 9 лет был запрещён на центральных каналах»[30]:

Я с удовольствием откликнулся на предложение создать передачу, которая стала бы альтернативой тому, что делали Доренко и Сванидзе. Так появился цикл «Секретные материалы: расследование ТВЦ». Во многом это не только моя заслуга, но и Андрея Плахова, режиссёра, известного по передаче «До и после полуночи». Так я отснял 10 выпусков. На третьей передаче сменилось руководство, воцарился Попцов… Самое парадоксальное, что был один звонок, когда мне прямо сказали: «Не надо в прокуратуру писать письмо. Ты же не хочешь повторить судьбу одного из твоих бывших коллег?» У всех моих бывших коллег жизнь сложилась удачно. Кроме одного — Листьева.

- С декабря 1999 года — ведущий программы «О чём молчит ТВ».
- С января 2000 года — ведущий еженедельной программы «Третьего не дано»[4][32].

#### «Ваше общественное телевидение!» (2011—2012)
В апреле 2011 года создаёт программу «Yellow submarine» на петербургском телеканале «ВОТ!», которая выходила до февраля 2012 года.
За повествование об обстоятельствах гибели российских журналистов в Югославии стал лауреатом премии им. Артёма Боровика в номинации «Телевидение».

#### «Телеканал „Комсомольская правда“» (2012)
Во второй половине 2012 года начал сотрудничать с телеканалом «КП», в течение ноября вёл еженедельную итоговую программу «„Разберёмся“ с Владимиром Мукусевым».

#### Телеканал «Ностальгия» (2013 — настоящее время)
Ведёт программу «Было время» на телеканале «Ностальгия».

### Творческие объединения и телевизионные группы
Возглавлял телекомпанию «Киновек». Создал ряд проектов «под ключ», преимущественно региональных:
- «Взгляд из Новосибирска»
- «Взгляд из Нижнего»
- «Взгляд из Мурманска»
- «Взгляд из Новороссийска»
- «Взгляд из Находки»
- «Ночной клуб» (Екатеринбург);
- «Только без паники» (Санкт-Петербург)
- «Площадь Правды» (Томск)
- «Объясните простому человеку!» (REN-TV, Москва)
- «Новый домострой» (РТР);
- «Стрелка» (Сергиев Посад);
- «FM ТВ» (100-ТВ, Санкт-Петербург);
- «Субботние диалоги» (ТКТ-ТВ, Санкт-Петербург).

### Фильмография
Автор нескольких документальных фильмов, среди которых:
- «Самолёт из Кабула»[39],
- «Да здравствуют люди»,
- «Ленинград-Сиэтл. Год спустя», за который и получил премию «Эмми» — высшую телевизионною награду Американской академии телевизионных наук и искусств[1].

### Радио
- С 2001 по 2002 год — ведущий радиостанции «Эхо Москвы». Из интервью 2001 года[40]:

Я оказался в Питере в силу того, что мой товарищ Лёша Венедиктов, мой ученик, который в своё время собирался сделать радио «Взгляд» и сделал в итоге «Эхо Москвы», попросил меня создать нечто подобное «Эху Москвы» в Петербурге.

- Позднее — редактор-консультант радиостанции «Эхо Петербурга» (по инициативе Алексея Венедиктова).

### Научная работа
- Действительный член Евразийской Академии Телевидения и Радио[41].
- Ведущий научный сотрудник Государственного института искусствознания.
- Читает лекции в университетах[11][42][43][44]. Ведёт мастер-классы для будущих журналистов[45][46].
- Преподаёт журналистику в Первой национальной школе телевидения Академии государственной службы РФ при Президенте РФ (Москва), Гуманитарном университете телевидения и радио им. М. Литовчина (Москва) и Санкт-Петербургском государственном университете кино и телевидения (Санкт-Петербургском институте телевидения, бизнеса и дизайна)[47], руководит курсом тележурналистики Школы журналистики имени Владимира Мезенцева в Домжуре[48].

### Книги Владимира Мукусева
Автор ряда книг, из которых наибольшую известность приобрела работа «Разберёмся…» (Лениздат, 2007, ISBN 978-5-9765-0300-7), о которой он неохотно разговаривает с журналистами. Первая презентация книги состоялась в Дагомысе, затем последовали аналогичные мероприятия в Центральном Доме журналистов в Москве, в Санкт-Петербургском Доме книги, а затем и в провинции. Мукусев декларировал:

Очень много публикаций было посвящёно моему другу и ученику Владу Листьеву. Я постарался, высказывая свою версию убийства, всё-таки дать понять людям, что же произошло 1 марта 1995 года… Я пишу о том, что на бывшем Центральном телевидении (ныне Первом канале) существовало и существует по сей день беспрецедентное враньё и воровство.

Документы КРУ о злоупотреблениях телечиновников, на основе которых Мукусев (как депутат Верховного Совета) делал своё официальное заключение, позже тоже сгорели в Белом доме. В работе над рукописью автору помогала его студентка Оксана Лебедева.
Выход этой книги на незначительное время реанимировал интерес публики к знаменитому некогда репортёру.
Александр Кондрашов в своей рецензии на книгу Евгения Додолева «Битлы перестройки» назвал Мукусева соавтором (поскольку беседы автора с Владимиром составили значительную часть произведения).
В конце 2011 года вышла книга Мукусева «Чёрная папка», в которой рассказана «история бесследного исчезновения телекорреспондентов Виктора Ногина и Геннадия Куренного». В рецензии, которую опубликовала «Литературная газета» сказано:
главное, что в книге интересно — кроме, конечно, описания многолетнего почти детективного расследования гибели в Югославии русских журналистов Виктора Ногина и Геннадия Куренного, — именно «сопутствующие обстоятельства», перемены в стране, мире, СМИ, жизни рассказчика
В 2012 году была издана в Хорватии под названием «Црна мапа».

### Вклад в журналистику
- Про «Взгляд» и его роль в становлении гласности Владимир Мукусев отмечал[26]:

Масштаб предложенных стране реформ был настолько грандиозен, что осуществить их можно было только с помощью сильных, независимых СМИ, частью которых постепенно и стал «Взгляд».
- Участвовал в создании телекомпаний ВИD и НТН (первая независимая телекомпания в России, Новосибирск, 1991 год); телеканалов НТН-4, НТН-12 (Новосибирск); телесети Ассоциация независимых телекомпаний Сибири и Дальнего Востока (1991 год).
- В период работы Мукусева во «Взгляде» последний «имел неслыханную популярность, его смотрели по системе „Орбита“ десятки миллионов зрителей на пространстве от Сахалина до Балтики». Даже 10 лет спустя «Огонёк» позиционировал ведущих программы как «народных героев»[59]:

Кто помнит, сколько их было, ведущих «Взгляда», появлявшихся в самой свободной студии «Останкино» по пятницам? Листьев, Любимов, Захаров, Политковский, Мукусев. Кто ещё — Ломакин, Додолев, Боровик… Они стали народными героями, олицетворявшими перемены внутри страны, так же, как символом перестройки за границей был Горбачёв.

- После публикации в журнале «Огонёк» сенсационного интервью ведущего (подготовленного журналисткой издания Анастасией Ниточкиной), в котором разоблачался циничный сговор комсомольских вождей и коллектива компании ВИD, «фамилия Мукусев стала запретной на Центральном телевидении»[7][30]. Примечательно, что из 31 награждённого в честь юбилея «Взгляда» — 25 над передачей не работали никогда[60]. За «вынос мусора из избы» журналист подвергнут был остракизму[24][61][62]:

На церемонии вручения премий «ТЭФИ» жюри решило отметить двадцатилетие «Взгляда». Во время вручения «взглядовцам» Золотого Орфея были названы имена тридцати одного человека, так или иначе причастного к созданию программы-юбиляра. Фамилии Мукусева среди них не было.

- Мукусев был режиссёром знаменитого телемоста между США и СССР («Ленинград — Бостон»)[11] в котором прозвучала ставшая известной фраза: «Секса у нас нет!»[62][63].
- Именно в выпуске «Взгляда», подготовленном Владимиром, дебютировал на ТВ Виктор Цой[64].
- В книге «Влад Листьев. Пристрастный реквием» рассказано, что ведущий на своей славе денег не заработал и был вынужден заниматься частным извозом[65]. Эксперты причисляли Владимира к разряду т. н. «честных» журналистов (говоря об имидже)[66]:

Главным признаком «честных» всегда была однозначность целей и незамысловатость способов их достижения (отсюда и горячность во взоре, и нарочито-пролетарские манеры). Кто не помнит «честных» Политковского и Мукусева в одной упряжке с фраерствующими (и тщательно замазывающими грех буржуазности и эстетства) Дмитрием Захаровым, Александром Любимовым и Евгением Додолевым во всенародно любимом «Взгляде»?

- Эдуард Сагалаев говорил: «В современной телевизионной тусовке говорят так: „Да, он сукин сын, но он НАШ сукин сын“. Так вот, Владимир Мукусев — НЕ НАШ сукин сын! Потому что он вообще НЕ сукин сын»[18]. Сам Мукусев утверждал[30]:

Конечно, я не ангел, но и телевидение не институт благородных девиц.
- В известной степени был новатором редкого в российской медиа-индустрии жанра «журналистские расследования»[31], в течение нескольких лет ведя работу по выяснению обстоятельств загадочного исчезновения осенью 1991 года в Югославии корреспондентов Центрального телевидения — Виктора Ногина и Геннадия Куринного[67][68] (в 2010 году Владимир написал письмо президенту Хорватии Иво Йосиповичу, предложив учредить именную стипендию в университете Загреба и установить памятник журналистам на месте их гибели[69][70], аналогичное письмо Мукусев написал и президенту России 3 мая 2011 года[71], памятник был открыт 21 мая 2011 года; сын одного из погибших, Иван Куринной на открытии памятника присутствовал, «но категорически отказался выступать»[72], тексты надписей на памятнике (на русском и хорватском языках) отличаются (по-русски: «На этом месте 1 сентября 1991 года при исполнении своего профессионального долга трагически погибли русские журналисты Гостелерадио СССР Виктор Ногин и Геннадий Куринной. Вечная память»; по- хорватски: «Здесь 1 сентября 1991 года, в первые месяцы Отечественной войны, члены сербских военизированных подразделений злодейски убили русских журналистов»)[73].); среди прочих — дело о нападении на Союз ветеранов Афганистана в Екатеринбурге (1993)[74], дело о готовящемся покушении на кандидата в президенты Украины Л. Кучму (1994)[75], дело об убийстве Влада Листьева (1995)[30][76][77]. По поводу последнего у Мукусева своё мнение: причастность к преступлению Бориса Березовского он отрицает[78][79][80], в марте 2010 года, когда исполнилось 15 лет со дня гибели Влада Листьева, его коллега выступил с интервью «Влад, вы рано или поздно перестреляете друг друга». Его откровения были растиражированы во многих сетевых СМИ[81]. Владимир утверждает, что на момент убийства на счетах его коллеги было около 16 миллионов долларов США[46]. Мукусев достаточно категоричен:

Те, кто убил Листьева, сегодня руководят ОРТ

## Награды
- Премия Американской академии телевизионных наук и искусств «Эмми» (т. н. Телеоскар) вместе с П. Корчагиным и С. Скворцовым (1987 год) за документальный фильм «Ленинград — Сиэтл. Год спустя» (в американском прокате — «Лицом к лицу»)[82].
- Лауреат премии им. Ю. В. Андропова (с вручением золотой медали) «За выдающийся вклад в обеспечение безопасности РФ» (2002 год)[54][83].

## Политика
Владимир Мукусев всегда отмечал политические аспекты телевизионной деятельности; в одном из интервью заметил:
Вспомним, что в 1995 году, за год до президентских выборов Березовский, создавая ОРТ, предложил Листьеву стать его главой. Делал он это не только для того, чтобы с помощью настоящей, а не дутой телезвезды модернизировать бывшее ЦТ, но и решить сверхзадачу: новый телеканал должен был заставить страну «проголосовать сердцем» за президента Ельцина.

### Выборные кампании
- Был организатором предвыборной кампании генерала Александра Лебедя в 1996 году[84].

### Позиционирование
- Считает себя «теледиссидентом» и находится в открытой оппозиции к нынешнему телевизионному истеблишменту[15][16].

### Депутатская деятельность
- Народный депутат РСФСР (1990—1993), член Совета Национальностей Верховного Совета РФ, член Комитета по правам человека, член фракции «Радикальные демократы» блока «Коалиция реформ», участник создания фракции «Демократическая Россия», Межрегиональной депутатской группы (МДГ) и группы «Гласность»[85].
- Участвовал в восстановлении города Спитак после землетрясения в Армении (1988).
- Вёл миротворческую деятельность в Нагорном Карабахе во время армяно-азербайджанского конфликта (1991—1994).
- Инициатор написания федерального закона ФРГ о создании фонда по выплатам компенсаций за «бесплатный труд, который совершали узники, насильно сосланные в Германию»[86].
- Выиграл в Конституционном суде дело об индексации обесценившихся в результате экономических реформ (1990-е годы) денежных вкладов[87][88]. Владимир Мукусев вспоминает[82]:

Вкладчики Сбербанка обанкротились в момент экономических реформ 1992 года? Я добился, чтобы эти деньги признали государственным долгом, и теперь их потихоньку выплачивают людям. Правда, президент Борис Ельцин тогда меня как журналиста вычеркнул из списка живых. Когда решался вопрос, кто возглавит канал «Останкино», он, увидев мою кандидатуру, стал так яростно её вычеркивать, что сломал ручку.

## Семья
- Женат на Татьяне Листовой, внучке композитора и пианиста Константина Яковлевича Листова[89][90].
- Падчерица — Елизавета Листова, автор программы «Профессия-репортёр» на НТВ.
- Дочь — Дарья Мукусева.
- Племянница — Александра Аманова, супруга рок-певца Константина Кинчева.